# جون براون (سياسي أمريكي، مواليد 1786)
جون براون (بالإنجليزية: John Brown)‏ هو سياسي أمريكي، ولد في 1786، وتوفي في 1852. نشط حزبياً في الحزب الديمقراطي. وقد انتخب Speaker of the Texas House of Representatives ‏ (3 مارس 1846 – 9 مارس 1846) وانتخب عضو مجلس نواب تكساس.